# Resident Evil Outbreak
 (octobre 2019).
Si vous disposez d'ouvrages ou d'articles de référence ou si vous connaissez des sites web de qualité traitant du thème abordé ici, merci de compléter l'article en donnant les références utiles à sa vérifiabilité et en les liant à la section « Notes et références ».
Resident Evil Outbreak est un jeu vidéo d'action-aventure de type survival horror développé par Capcom Production Studio 1 et édité par Capcom en 2003 sur PlayStation 2.
L'histoire met en scène de simples citoyens de Raccoon City lors l'épidémie du virus-T qui tentent de sortir de la ville avant sa destruction. C'est le premier jeu de la série Resident Evil à proposer un mode de jeu en ligne.
La particularité de cet opus est qu'il permet aux joueurs de disposer d'un tout autre point de vue sur la catastrophe de Raccoon City d'un point de vue scénaristique. De plus, le jeu a été à la base créé pour être joué en collaboration en ligne. En effet, chaque aventure se déroule avec deux alliés gérés par l'ordinateur (si vous jouez hors ligne) ou trois alliés (si vous jouez en ligne) avec lesquels il est indispensable de composer pour sortir vivant de Raccoon ! En effet, chaque personnage possède un inventaire très réduit et se répartir les objets est indispensable, tout comme certaines actions facilitant la progression ne peuvent être faites qu'avec des alliés.
Seuls les joueurs américains et japonais ont pu jouer en ligne à Resident Evil Outbreak : en effet, les Européens ont eux été privés de mode en ligne, le jeu perdant alors beaucoup d'intérêt. Cependant, le second volet, Resident Evil Outbreak File#2, sorti le 25 août 2005 en France, dispose lui du mode en ligne aussi bien en Europe qu'aux États-Unis ou au Japon. Capcom a depuis fermé les serveurs.

## Personnages
8 personnages sont disponibles dans ce jeu :
- Kevin Ryman (31 ans, 1,82 m, 89 kg, Policier) : L'agent Ryman travaille pour la police de Raccoon. Doté de capacités physiques supérieures, c'est un tireur chevronné. Cet éternel optimiste, qui inspire la confiance, ne s'intéresse pas à la rubrique des chiens écrasés, mais son caractère jovial lui joue parfois des tours, notamment aux sélections S.T.A.R.S. (qui est une unité d'intervention d'élite de Raccoon City) où il a échoué à deux reprises ;
- Mark Wilkins (52 ans, 1,85 m, 101 kg, Agent de sécurité) : Vétéran du Vietnam, Mark travaille pour une société de surveillance à Raccoon City. Malgré ses nombreuses années de service, il n'a rien perdu de sa vigueur et de sa force. Après avoir connu l'absurdité de la guerre, il ne souhaite qu'une chose : vivre en paix ;
- Jim Chapman (24 ans, 1,76 m, 70 kg, Employé de métro) : Employé de métro à Raccoon City, Jim est un homme agréable et jovial, même s'il se montre parfois un peu lâche. Il n'a pas un mauvais fond, mais il parle trop et ennuie parfois les gens qui l'entourent. Il est néanmoins doté d'une grande intuition et d'un véritable don pour résoudre les énigmes ;
- George Hamilton (39 ans, 1,79 m, 79 kg, Médecin) : Chirurgien hors pair, le Dr Hamilton œuvre à l'hôpital de Raccoon City. Il n'est pas du genre à mener la barque, mais il a l'esprit d'équipe et sait s'attirer la confiance des gens ;
- David King (âge inconnu, 1,85 m, 92 kg, Plombier) : Cet ouvrier parle très peu de son passé. Non pas qu'il n'aime pas les gens, mais ce n'est pas un bavard, c'est tout. Avec sa vue perçante et son maniement habile du couteau, il a fait ses preuves dans des combats sanguinaires ;
- Alyssa Ashcroft (28 ans, 1,76 m, 62 kg, Journaliste) : Alyssa écrit des articles pour la gazette locale. Elle peut se montrer insatiable lorsqu'il s'agit de récolter des informations. Avec son caractère bien trempé, elle est mauvaise perdante et cherche souvent la confrontation avec les autres. Si elle est un peu bêcheuse, elle sait se montrer secourable dans les moments difficiles ;
- Yoko Suzuki (20 ans, 1,63 m, 58 kg, Étudiante) : Étudiante, Yoko est très calée en informatique. En dépit de sa personnalité calme et réservée, elle peut parfois se montrer étonnamment curieuse et tenace. Lorsque quelque chose attire son attention, il est difficile de l'en détourner ;
- Cindy Lennox (24 ans, 1,75 m, 64 kg, Serveuse) : Avec son irrésistible sourire, Cindy est la serveuse la plus populaire du « J's Bar ». Serviable et très soucieuse du bien-être de sa clientèle, elle fait toujours passer les autres avant elle-même. Dans les situations extrêmes, elle sait prendre son courage à deux mains et s'adapter à la dure réalité de cette société sans pitié. Elle et George forment un couple.

D'autres personnages sont également disponibles : les PNJ. Ces personnages sont à débloquer en faisant plusieurs actions dans le jeu (ex. : finir La Ruche avec George). Ces personnages n'ont également pas de propre voix : la voix sera le personnage du type choisit (ex. : Bob, de type Mark, aura la voix de celui-ci).

## Scénarios
La particularité de cet opus, en plus d'être un épisode orienté vers le multijoueur, est de proposer 5 scénarios différents au lieu d'une histoire continue, en incarnant au choix l'un des 8 survivants proposés. De plus, tous les survivants sont infectés par le virus-T, il faudra donc surveiller constamment la progression du virus dans l'organisme, et trouver un moyen de ralentir sa progression, voire de se soigner définitivement du virus. 
Ce premier opus propose 5 scénarios prenant place à Raccoon City, permettant ainsi de revisiter certains lieux emblématiques et d'en découvrir de nouveaux. Il s'agit des scénarios suivants :
- Épidémie (Outbreak) : Au J's Bar, les différents personnages, ainsi que Will, le gérant du bar, et Bob, ami et collègue de Mark, passent une soirée en apparence tranquille et ordinaire. Cependant, alors que des "émeutes" éclatent un peu partout en ville, un homme blessé et au comportement étrange fait irruption dans le bar et agresse sauvagement Will. Peu de temps après, c'est tout un groupe de zombies qui envahit les lieux. Les survivants n'ont d'autre choix que d'évacuer le bâtiment en passant par le toit afin de rejoindre la rue où les officiers de police portent secours aux survivants et tentent désespérément de stopper la progression des morts-vivants. Les survivants auront le choix de rester dans le fourgon de police en attendant d'être amené en sûreté au commissariat, ou d'aller prêter main-forte aux policiers qui tentent d'endiguer à l'aide d'explosifs la horde de zombies progressant dans la rue principale.

- Sueurs Froides (Below Freezing Point) : Un groupe de survivants, mené par Yoko, atteint un laboratoire souterrain d'Umbrella. Très vite, ils sont interceptés par Monica, une virologue travaillant pour Umbrella mais décidée à trahir la société, qui tente de fuir les lieux à tout prix, en emportant au passage un échantillon du virus-G. Les survivants, au cours de leur exploration, seront contraints malgré eux de libérer dans le laboratoire un groupe de Hunters, rendant la progression particulièrement difficile. Lors de sa fuite, Monica sera rattrapée par William Birkin, et sera tuée par un embryon G. Alors que les survivants arrivent à quitter l'enceinte du laboratoire sains et saufs, ils sont rattrapés par l'abomination qu'a engendré l'embryon G. Ce scénario permet de revisiter le laboratoire souterrain de Resident Evil 2.

- La Ruche (The Hive) : Les survivants ont trouvé refuge à l’hôpital de Raccoon City où ils font la rencontre de Hersh, le dernier médecin présent sur les lieux. Malheureusement, l’hôpital n'est pas sûr. Non seulement il grouille de zombies, mais en plus il est infesté par des sangsues contaminées. Très vite, un groupe de sangsues s'en prend et tue le médecin, prenant possession de son corps. Les survivants seront harcelés par ce "zombie sangsue" tout au long de l'exploration des lieux. Ils finiront par s'en sortir en fuyant par les égouts, après avoir réussi à vaincre la reine des sangsues. Ce scénario permet de revisiter l’hôpital déjà aperçu dans Resident Evil 3, avant que celui-ci ne soit détruit par Nikolai.

- L'Enfer (Hellfire) : Plus ou moins au même moment que les événements du J's Bar, un groupe de survivants tente de fuir le chaos en se réfugiant à l'Apple Inn. Cependant, l'hôtel est en feu, et les Lickers ont pris possession des lieux. De plus, ils devront faire face au Regis Licker, une mutation inhabituelle capable de faire appel aux Lickers.

- Le Moment de Vérité (Decisions, Decisions) : George Hamilton, après avoir découvert un message laissé par son collègue Peter Jenkins, décide de se rendre à l'université où il serait possible de mettre au point le Daylight, un vaccin contre le virus-T. Les survivants devront explorer l'université afin de mettre la main sur les différents composants du vaccin. Au cours de leur recherches, ils feront face à de nombreuses menaces, telles que les Hunters Gamma, les requins Neptune, ou encore un essaim de guêpes géantes. Ils seront en plus pris en chasse par Thanatos, un tyrant créé et libéré par le docteur Greg Mueller. Finalement, Greg Mueller sera assassiné par Nikolai, et les survivants arriveront à mettre Thanatos hors d'état de nuire et à quitter la ville en possession du vaccin, ou pas. Ce scénario propose de multiples fins, en fonction du survivant que le joueur a choisi d'incarner et en fonction de ce qu'il aura accompli lors de sa partie.

## Bande originale
Resident Evil Outbreak Original Soundtrack est la bande originale du jeu sortie le 25 février 2004.